# Lock up the Wolves
Lock up the Wolves —en español: Encierra a los lobos— es el quinto álbum de estudio de la banda de heavy metal Dio, lanzado en 1990. Ronnie James Dio ya había sonado como uno de los mejores vocalistas de aquel género que se denominaba como heavy metal. Es el único disco de Dio en el que participó el guitarrista Rowan Robertson, de tan sólo 19 años en ese entonces.
Este disco es el primero con el baterista Simon Wright, procedente de la banda australiana AC/DC.

## Lista de canciones
1. "Wild One" (Dio, Rowan Robertson) – 3:57
2. "Born on the Sun" (Dio, Robertson, Jimmy Bain, Vinny Appice) – 5:30
3. "Hey Angel" (Dio, Robertson) – 4:50
4. "Between Two Hearts" (Dio, Robertson) – 6:16
5. "Night Music" (Dio, Robertson, Bain) – 4:56
6. "Lock up the Wolves" (Dio, Robertson, Bain) – 8:18
7. "Evil on Queen Street" (Dio, Robertson, Teddy Cook) – 5:51
8. "Walk on Water" (Dio, Robertson, Jens Johansson) – 3:36
9. "Twisted" (Dio, Robertson, Bain, Appice) – 4:35
10. "Why Are They Watching Me" (Dio, Robertson) – 5:00
11. "My Eyes" (Dio, Robertson, Johansson) – 6:24

## Músicos
- Ronnie James Dio – Voz
- Rowan Robertson – Guitarra
- Teddy Cook – Bajo
- Jens Johansson - Teclados
- Simon Wright – Batería